# General Emilio Aguinaldo (Cavite)
General Emilio Aguinaldo is een gemeente in de Filipijnse provincie Cavite. Bij de laatste census in 2007 had de gemeente bijna 18 duizend inwoners.

## Geografie

### Bestuurlijke indeling
General Emilio Aguinaldo is onderverdeeld in de volgende 14 barangays:
| - A. Dalusag - Batas Dao - Castaños Cerca - Castaños Lejos - Kabulusan - Kaymisas - Kaypaaba | - Lumipa - Narvaez - Poblacion I - Tabora - Poblacion II - Poblacion III - Poblacion IV |

## Demografie
General Emilio Aguinaldo had bij de census van 2007 een inwoneraantal van 17.818 mensen. Dit zijn 3.495 mensen (24,4%) meer dan bij de vorige census van 2000. De gemiddelde jaarlijkse groei komt daarmee uit op 3,06%, hetgeen hoger is dan het landelijk jaarlijks gemiddelde over deze periode (2,04%). Vergeleken met de census van 1995 is het aantal mensen met 5.925 (49,8%) toegenomen.

De bevolkingsdichtheid van General Emilio Aguinaldo was ten tijde van de laatste census, met 17.818 inwoners op 42,13 km², 422,9 mensen per km².